# Sông Acre

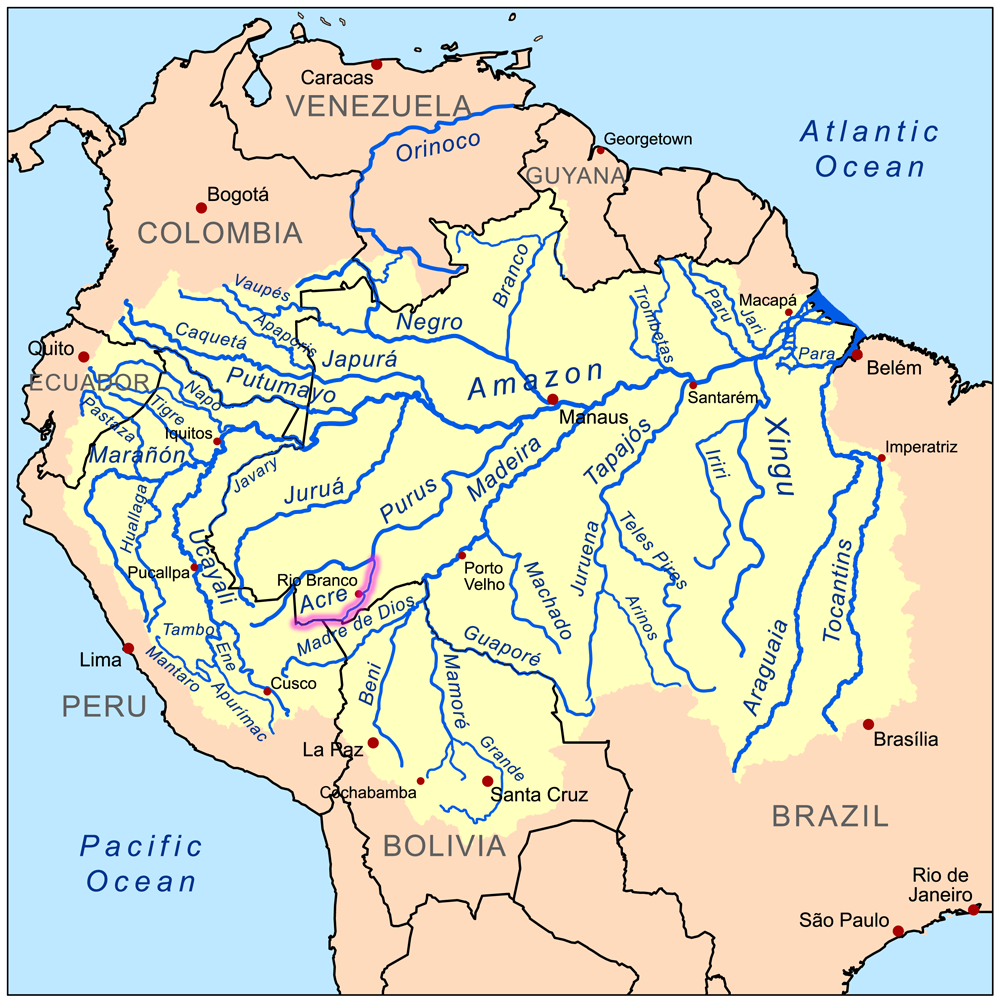
Bản đồ bồn địa Amazon với sông Acre được tô đậm

Sông Acre (được gọi là Aquiry trong tiếng Iñapari bản địa; tiếng Bồ Đào Nha: Rio Acre) dài 650 kilômét (400 mi) và thuộc khu vực miền Trung của Nam Mỹ. Sông khởi nguồn tại Peru, và chảy theo hướng Đông Bắc, tạo thành một đoạn biên giới giữa Bolivia và Brasil. Sông chảy qua hai bang Acre và Amazonas của Brasil trước khi hợp lưu vào sông Purus. Sông cũng tạo thành một đoạn biên giới giữa Bolivia và Brasil. Tên gọi của sông cũng được dùng để chỉ một hạt nằm ven sông và trên đường biên giới của năm 1867, giữa Bolivia và Brasil. Diện tích của khu vực này được ước tính là 60.000 dặm vuông Anh (160.000 km2).
Sông có khả năng thông hàng từ cửa sông cho đến điểm nhận nước của sông Xapuri với chiều dài (480 kilômét (300 mi)), song có thể lên phía trên thượng nguồn vào mùa mưa từ tháng 1 cho đến tháng 3. Con sông là động mạch giao thông quan trọng và cuối thế kỷ 19 do có phát hiện về các rừng cao su mới.

## Lịch sử
Khu vực sông có người Peru định cư từ 1870 đến 1878, song đã bị giới những người thu thập cao su Brasil xâm chiếm vào thế kỷ tiếp sau trong thời kỳ bùng nổ cao su và trở thành một sông nhánh quan trọng của thị trường cao su Iquitos, Peru, Manaus và Pará. Năm 1899, chính phủ Bolivia lập một định chế nội bộ tại Puerto Alonso, bên sông Acre, nhằm thu thuế đối với hoạt động xuất khẩu cao su, và sau đó gây nên một cuộc xung đột với những người định cư Brasil, cuối cùng đã dẫn tới tranh chấp biên giới giữa hai nước. Vào tháng 7 năm 1899, "Acreanos" tuyên bố độc lập và lập nên một nước cộng hòa riêng của mình, song sau đó họ đã chịu khuất phục trước Brasil. Rối loạn đã dẫn đến việc Brasil quyết định cử quân đội đến chiếm Puerto Alonso. Tranh chấp biên giới được giải quyết tại Petropolis vào ngày 17 tháng 11 năm 1903, với việc Brasil mua lại các lãnh thổ sản xuất cao su, phía nam vĩ tuyến 9.